# Édouard Lefebvre de Laboulaye
Pour les articles homonymes, voir Laboulaye (homonymie), Famille Lefebvre de Laboulaye et Lefebvre.
Édouard René Lefebvre de Laboulaye, communément appelé Édouard Laboulaye, né le 18 janvier 1811 à Paris où il est mort le 25 mai 1883, est un juriste, un homme politique et un écrivain français.
Il est député, puis sénateur inamovible de la IIIe République et écrit des romans et contes pour la jeunesse. Il est l'un des principaux inspirateurs de l'École libre des sciences politiques (Institut d'études politiques de Paris).
C'est lui qui, dès 1865, a l'idée originale de la statue de la Liberté, cadeau de la France aux États-Unis d'Amérique.

## Biographie

### Jeunesse et études
Édouard Lefebvre de Laboulaye est le fils de Auguste Lefebvre de Laboulaye (1779-1824), régisseur de l'octroi de Paris, capitaine de la Garde nationale, chevalier de la Légion d'honneur. Il est le petit-fils de Jean-Baptiste Le Febvre de La Boulaye (1743-1820), écuyer, conseiller-secrétaire du Roi, Maison, couronne de France et des finances. Édouard étudia le droit et obtint une licence de droit.
Il épouse en premières noces, en 1832, Augusta Virginie Paradis. De cette union est né l'année suivante un fils, Paul, futur ambassadeur de France à Madrid et à Saint-Pétersbourg. Devenu veuf en 1841, il épousa en secondes noces Louise Alexandrine Valérie Michelin-Tronsson du Coudray. André Lefebvre de La Boulaye est son petit-fils.

### Parcours professionnel
Il exerce pendant quelque temps la profession de fondeur en caractères au côté son frère Charles polytechnicien, fabricant de caractères d'imprimerie et président du Cercle de la librairie. C'est cette profession qui figure sur la couverture de son premier ouvrage Histoire du droit de propriété foncière en Occident. Cet ouvrage, issu d'un mémoire, avait été primé au concours de l'Académie des inscriptions et belles-lettres.
En 1842, il se fit inscrire au barreau de Paris. Il s'attacha d'une façon toute particulière à l'étude des historiens de l'Allemagne, dont il acquit une connaissance approfondie. Ses premiers ouvrages attirèrent l'attention des lettrés et contribuèrent, dans une certaine mesure, à régénérer l'étude de l'histoire du droit. À l'érudition nécessaire, il sut joindre une exposition claire et un style élégant, qualités qui se retrouvent dans tous ses ouvrages, s'affirmant encore avec le temps. Ces travaux lui permirent d'être nommé membre de l'Académie des inscriptions et belles-lettres en 1845, et, quatre ans plus tard, de devenir professeur de législation comparée au Collège de France puis administrateur du Collège de France de 1873 à 1883. Il fut le premier président de la société de législation comparée lors de sa fondation par Alexandre Ribot et Paul Jozon.
Il participe à un débat d'ordre pédagogique et épistémologique avec le professeur de droit Oudot sous la monarchie de Juillet. Il se montre en faveur d'un enseignement du droit expérimental et inductif, opposé à la position doctrinale des facultés de l'époque qui enseigne le droit positif de manière purement exégétique. Il se montre en faveur de la création d'un institut de sciences politiques, et inspire à ce titre Émile Boutmy qui crée l'École libre des sciences politiques en 1871 et soutient les mêmes positions que ce dernier lors de sa controverse avec Claude Bufnoir sur l'enseignement du droit.
Sous l'Empire, tenant d'idées libérales, lecteur de Tocqueville et de John Stuart Mill, il fut d'abord mêlé aux hommes qui essayaient de réveiller l'esprit public en France. Il fonda la Revue historique de droit français et étranger en 1855, et combattit la politique autoritaire du Second Empire. Son ouvrage, Le Parti libéral, fut en partie traduit en japonais en 1883 et inspira le démocrate Chōmin Nakae. Il voyage beaucoup dans les années 1840, 1850 et 1860 et il entretient une correspondance immense avec des juristes et des savants du monde entier. 

## Les États-Unis

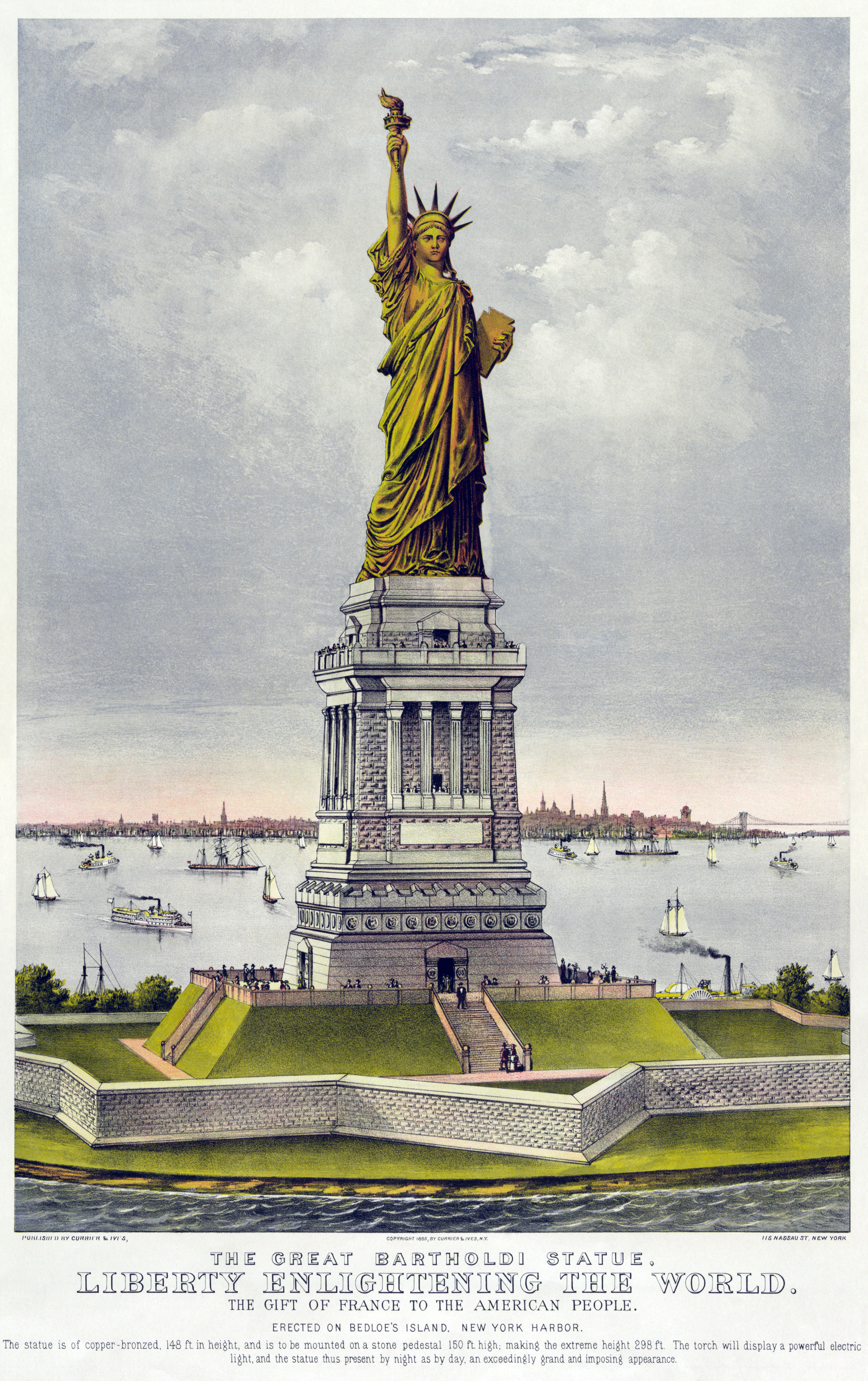
La Liberté éclairant le monde.

Observateur attentif de la vie politique des États-Unis, et admirateur de la constitution de ce pays, il contribua à faire connaître et aimer ces institutions, soit par ses cours extrêmement suivis, soit par ses ouvrages, soit, enfin, en faisant partie de comités d'organisation démocratique. On le voit présider une réunion publique en faveur des esclaves affranchis d'Amérique, à Paris en janvier 1865.
Pendant la guerre de Sécession, il fut du côté des États de l'Union, notamment en raison de l'action diplomatique du nouveau consul américain à Paris, John Bigelow, qui lui rendit de nombreuses visites à partir d'octobre 1861 à son domicile de la rue Taitbout, et à la fin de cette guerre.
Dès 1875, président du Comité de l'union franco-américaine, il lance une souscription pour l'érection de la statue de la Liberté pour le centième anniversaire du Jour de l'Indépendance.

« Il s'agit d’élever en souvenir du glorieux anniversaire, un monument exceptionnel. Au milieu de la rade de New York, sur un îlot qui appartient à l'Union des États, en face de Long Island, où fut versé le premier sang pour l'indépendance, se dresserait une statue colossale, se dessinant sur l'espace, encadrée à l'horizon par les grandes cités américaines de New York, Jersey City et Brooklyn. Au seuil de ce vaste continent plein d'une vie nouvelle, où arrivent tous les navires de l'Univers, elle surgira du sein des flots, elle représentera : La Liberté éclairant le monde. La nuit, une auréole lumineuse partant de son front, rayonnera au loin sur la mer immense. »

Il ne put voir l'entreprise à son terme : il mourut un an avant l'élévation de la statue de Bartholdi à New York.

## La politique

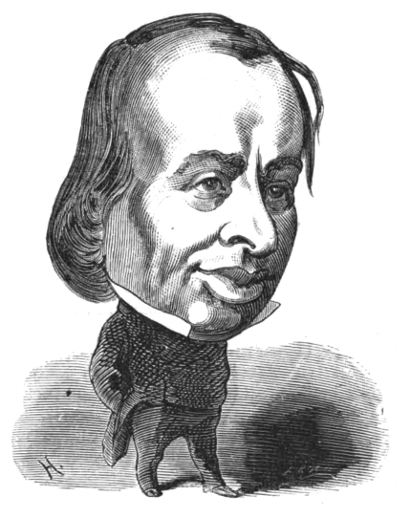
Portrait d'Édouard Laboulaye
paru dans Le Trombinoscope
de Touchatout en 1873.

En 1863, il se présenta comme candidat à la députation de Paris, mais il échoua. Il ne fut pas plus heureux dans le Bas-Rhin en 1866, et dans le département de Seine-et-Oise en 1869. En 1870, lorsque eut lieu le vote du plébiscite sur les réformes apportées à la constitution, il écrivit le 25 avril une lettre, rendue publique, dans laquelle il donnait son adhésion à cet appel au peuple, déclarait qu'il voterait pour le plébiscite et affirmait que :

« la meilleure constitution est celle qu'on a, pourvu qu'on s'en serve. »

Cette lettre fit scandale dans les milieux d'opposition qu'il fréquentait jusque-là. Accusé de renier son passé et de se rallier à l'Empire, il perdit en un instant la popularité dont il jouissait. Le 24 mai, il dut suspendre son cours au Collège de France, pour mettre un terme aux scènes tumultueuses qui s'y passaient et dont il était l'objet aux cris de : Rendez l'encrier !, faisant référence à un magnifique encrier offert par les étudiants strasbourgeois en 1866 pour le consoler de son échec et lui prouver leur admiration.

La commission des Trente présidée par Batbie, en mars 1874, réunie dans une des salles du Musée de Versailles, d'après un dessin de G. Janet et un croquis de Pelcoq gravure Amédée Daudenarde.

Lors des élections du 8 février 1871, le comité Dufaure le porta candidat à Paris pour l'Assemblée nationale. Il subit un nouvel échec ; mais il fut plus heureux lors des élections complémentaires du 8 juillet suivant, où, soutenu, par l'Union de la presse parisienne, il devint député de Paris. Il alla siéger alors au centre gauche et ne cessa d'appuyer de ses votes la politique de Thiers. Lorsque, en novembre 1872, Auguste Casimir-Perier provoqua une scission dans le centre gauche et créa la réunion dite de la République conservatrice, il fit partie des membres qui constituèrent cette nouvelle portion de l'Assemblée. Il fut nommé président de la commission chargée de réorganiser l'enseignement supérieur, et prit maintes fois la parole devant l'Assemblée. Dans le discours qu'il prononça, le 28 février 1873, lors de la discussion sur le projet de loi présenté par la commission des Trente, il déclara que la forme du gouvernement lui était indifférente, pourvu que le gouvernement ne soit pas despotique. Le 14 mars 1873, il fut nommé administrateur du Collège de France.
Il fut élu sénateur inamovible en 1875. Il fut le rapporteur de la loi du 12 juillet 1875, qui instaura la liberté de l'enseignement supérieur.

## Hommage
- La ville de Laboulaye, dans la province de Córdoba en Argentine porte son nom.
- Une place de Versailles le porte également.

## Distinctions
- Officier de la Légion d'honneur
- Officier de l'ordre des Palmes académiques
- Commandeur de l’ordre impérial de la Rose.
- Chevalier de l'ordre royal de Charles III d’Espagne
- Membre de l'Académie des inscriptions et belles-lettres et président en 1878.
- Président de l'Institut de France (1878)
- Docteur honoris causa de plusieurs universités, notamment de Havard en 1864.

## Publications
- Histoire du droit de propriété foncière en Occident, Paris, A. Durand, 1839, 532 p. (ISBN 978-1-142-62838-3, OCLC 582138970, BNF 30704843, lire en ligne)
- Essai sur la vie et les ouvrages de Savigny (Paris, 1840)
- Recherches sur la condition civile et politique des femmes depuis les Humains jusqu'à nos jours, Paris, A. Durand, 1843, 528 p. (OCLC 811474713, BNF 30704886), ouvrage remarqué et couronné par l'Académie des sciences morales et politiques
- Essai sur les lois criminelles des Romains concernant la responsabilité des magistrats, Aalen, Scientia, 1973 (1re éd. 1845), 452 p. (OCLC 827223217, BNF 37354311, ASIN 9781144817112, lire en ligne), également couronné
- Histoire politique des États-Unis : depuis les premiers essais de colonisation jusqu'à l'adoption de la constitution fédérale, 1620-1789, Paris, A. Durand, 1855-1866 (OCLC 680284025, BNF 30704844, lire sur Wikisource, lire en ligne) (3 vol.)
- Études contemporaines sur l'Allemagne et les pays slaves, Paris, A. Durand, 1856, 370 p. (OCLC 685178325, BNF 30704837, lire en ligne)
- Les Tables de bronze de Malaga et de Salpensa (Paris, 1856)
- Souvenirs d'un voyageur, nouvelles, Paris, L. Hachette et cie, 1858, 229 p. (OCLC 794811282, BNF 30704892, lire en ligne)
- La Liberté religieuse, Paris, Charpentier, 1858, 434 p. (OCLC 644697511, BNF 30704870, lire en ligne)
- Introduction au droit français, de Claude Fleury (Paris, 1858, 2 vol.), en collaboration avec Dareste
- Abdallah ou le trèfle à quatre feuilles, conte arabe (1859)
- Les États-Unis et la France (1862)
- L'État et ses limites, suivi d'Essais politiques sur M. de Tocqueville (1863)
- Paris en Amérique (1863, in-8°), sous le nom de Docteur René Lefebvre, ingénieux roman satirique qui eut de nombreuses éditions
- Contes bleus (1863)
- Le Parti libéral, son programme, etc. (1864)
- Nouveaux contes bleus (1866)
- Le Prince Caniche (1868), conte satirique qui obtint un très grand succès et fit beaucoup de bruit
- Discours populaires (1869)
- La République constitutionnelle (1871)

### Propriété littéraire
1858 - Paul Lefebvre de Laboulaye, Thomas Noon Talfourd, Études sur la propriété littéraire en France et en Angleterre, par M. Édouard Laboulaye, suivies des trois discours prononcés au Parlement d'Angleterre par sir T. Noon Talfourd, traduits de l'anglais par M. Paul Laboulaye (œuvre littéraire), Auguste Durand, Paris, 1858. 
1859 - Édouard Lefebvre de Laboulaye, Georges Guiffrey, La propriété littéraire au XVIIIe siècle : recueil de documents publié par le comité de l'Association pour la défense de la propriété littéraire et artistique, avec une introduction et des notices par MM. Éd. Laboulaye, G. Guiffrey (œuvre littéraire), Hachette, Paris, 1859, [lire en ligne].

### Traductions
- L'Histoire de la procédure chez les Romains, de Walter (1841) ;
- Œuvres sociales de Channing avec un Essai sur sa vie et ses doctrines (1854)
- L'Esclavage, par le même, avec une Étude sur l'esclavage aux États-Unis (1855)
- Petits traités religieux, également de Channing (1857)

Éditions d'ouvrages
- Le Coutumier de Charles VI (Paris, 1846)
- Les Institutes coutumières de Loisel, avec notes (Paris, 1848, 2 vol.)
- Les Mémoires et la correspondance de Franklin
- Les Essais de morale et d'économie politique, du même (1867)

### Collaborations
Il collabora pendant longtemps au Journal des débats, publia de nombreux articles dans la Revue de législation et de jurisprudence et prit part à la rédaction de la Revue historique du droit français et étranger, à la Revue germanique, à la Revue nationale.